# (8723) Azumayama
(8723) Azumayama est un astéroïde de la ceinture principale.

## Description
(8723) Azumayama est un astéroïde de la ceinture principale. Il fut découvert le 23 septembre 1996 à Nanyo par Tomimaru Okuni. Il présente une orbite caractérisée par un demi-grand axe de 2,28 UA, une excentricité de 0,13 et une inclinaison de 6,2° par rapport à l'écliptique.

## Compléments